# Gallzein
Gallzein è un comune austriaco di 646 abitanti nel distretto di Schwaz, in Tirolo.